# Тріски (Молодечненський район)
Тріски (біл. вёска Трэскі) — село в складі Молодечненського району Мінської області, Білорусь. Село підпорядковане Марківській сільській раді, розташоване в західній частині області.